# Hôtel Dujardin
L'hôtel Du Jardin est un hôtel particulier situé à Bruges.

## Localisation
L'hôtel particulier est situé au Garenmarkt 10 à Bruges.

## Historique
L'hôtel est reconstruit dans le deuxième-troisième quart du XVIe siècle dans le style Renaissance.
Vers 1745, l'aile principale est transformée en façade à ossature, à la demande de la famille Coppieters. Le pignon d'origine est logé dans une large maison de huit travées à façade à ossature et à droite encore les décorations Renaissance ; un mur crénelé à droite conserve l'entrée du portail du XVIe siècle.
L'hôtel est racheté par l'homme d'affaires anglais B. Hooker en 1829, puis par le banquier F. Du Jardin (1789-1849) en 1834, qui y effectue d'importantes rénovations.
En 1877, après la faillite de la Banque Du Jardin, les Dames de Saint-André l'acquiert pour en faire un couvent et établissement d'enseignement.

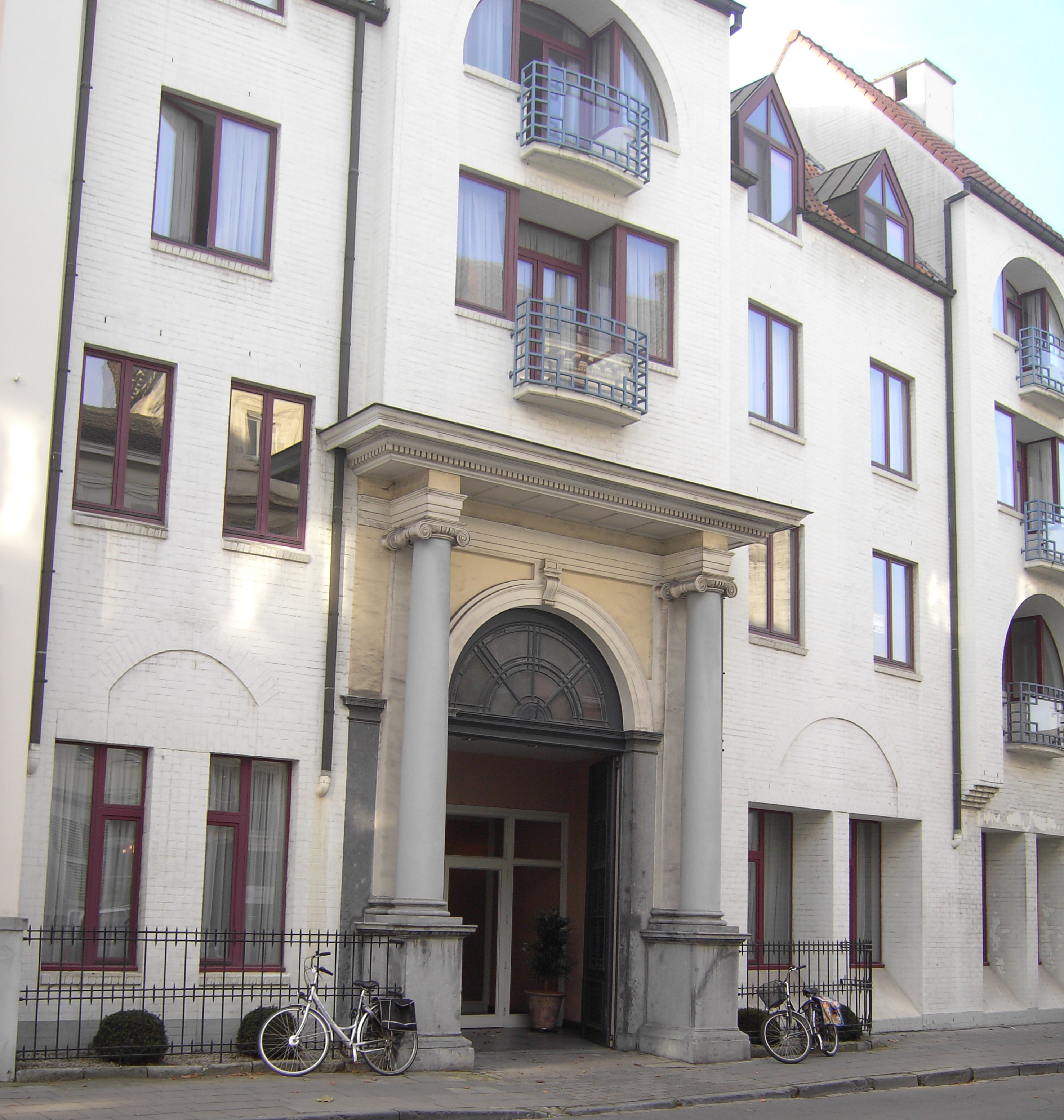
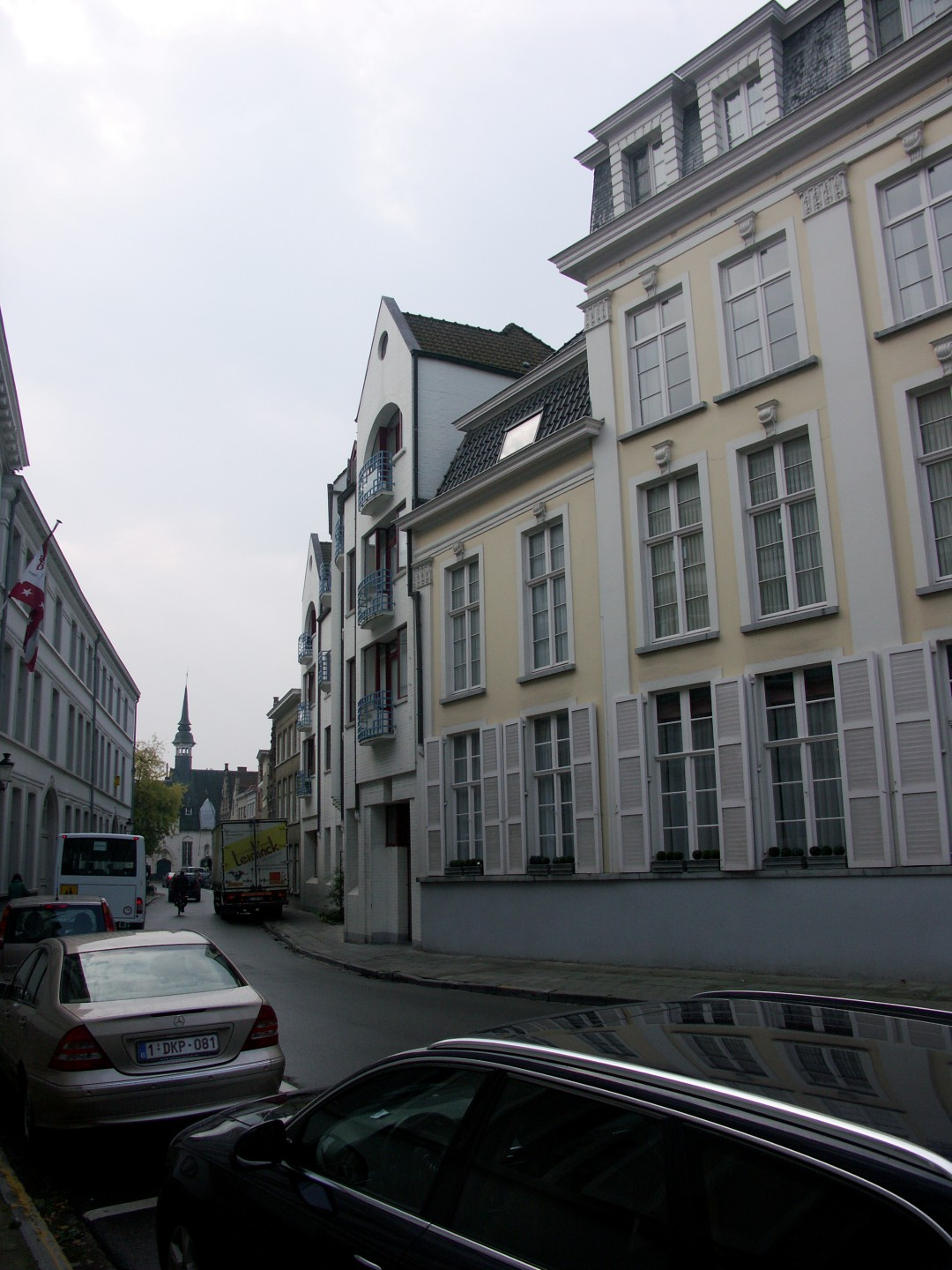